# تنمية إيجابية
«إيجابية صافية» من نظرية التنمية الإيجابية (بّي دي)، نموذج في التنمية المستدامة والتصميم. شُرحت نظرية التنمية الإيجابية- التي دُرِّست ونُشرت منذ عام 2003- بشكل مفصل لأول مرة في كتاب التنمية الإيجابية (2008). من شأن أي نظام/تركيب إيجابي صافٍ أن «يردّ إلى الطبيعة والمجتمع أكثر مما يأخذ» خلال دورته، بينما تغلق التنمية المستدامة- في سياق العالم الحقيقي للنمو السكاني، وفقدان التنوع البيولوجي، والتلوث التراكمي، والتفاوتات في الثروة والتفاوتات الاجتماعية- الخيارات المستقبلية.
يتعيّن على التنمية، من بين معايير الاستدامة الأخرى، تعزيز ظروف الطبيعة المتعلقة بآثار ما قبل الإنسان لعكس الاتجاه. تطور التنمية الإيجابية الأدوات، لتمكين التصميم والتطوير الإيجابي الصافي.

## الاستدامة الإيجابية الصافية
تتطلب المبادئ الأصلية للاستدامة (الحفاظ على الطبيعة والمساواة بين الأجيال الحالية/المستقبلية) زيادةً في الخيارات المستقبلية، وفقًا لمفهوم التنمية الإيجابية، ويتطلب ذلك بدوره أن يزيد التطوير من نظام دعم الحياة (الطبيعة). يهدف التصميم الأخضر دائمًا إلى الاستعادة البيئية والتجديد الاجتماعي والإنعاش الاقتصادي، ومع ذلك، فإنها «تضيف قيمة» بشكل أساسي لما يتعلق بالمواقع أو المباني أو الممارسات الحالية. لا يزيدون في نظام دعم الحياة بالنسبة المطلقة.
تُعرّف التنمية الإيجابية على أنها الهياكل التي تزيد من جودة الحياة الشاملة والخيارات المستقبلية من خلال توسيع «القاعدة البيئية» (النظم البيئية، والقدرة على التحمل البيئي، والتنوع البيولوجي) «والملكية العامة» (الوصول الشامل إلى وسائل البقاء/الرفاهية ورأس المال الاجتماعي).

## توضيح المصطلحات
ازداد استخدام مصطلح الإيجابية الصافية من قبل المصممين والمطورين والشركات الصديقة للبيئة. تعني عادةً ضمن السياق «ردّ الجميل» دون أساسيات محددة، من خلال تحسين الموارد المادية والطاقة ومزايا أصحاب المصلحة، وما إلى ذلك، وكان ذلك الهدف من تصميم المباني الخضراء في القرن العشرين. تبقى الأخلاقيات البيئية والعدالة الاجتماعية من الشواغل الأساسية للتنمية الإيجابية، إلا أن استخدام «الإيجابية البيئية» ازداد بشكل واضح ليؤكد على البعد البيئي. يسبب مصطلح «صافٍ» بعض الالتباس، وتعني كلمة «صافٍ» في مفهوم التنمية الإيجابية، المنافع التي تتجاوز التأثيرات المحايدة، وليس فقط تقليل إجمالي التأثيرات السلبية إلى الصفر، كإجراء المقايضات.

## أصول النظرية
بنيت نظرية التنمية الإيجابية على الفلسفات البيئية التي ظهرت في الثمانينيات. إذ فككوا الثقافات الهرمية وأنماط التفكير الثنائية والتحليلات الخطية الاختزالية للحداثة، داعين للتحول الاجتماعي. أضافت التنمية الإيجابية تراكبًا إيجابيًا/سلبيًا لشرح سبب عدم تفكير هذه النظريات في زيادة نظام دعم الحياة (الطبيعة) لتعويض الاستهلاك.
ضُمّنت الاستدامة في وقت لاحق في النموذج السائد (دي بّي)، الذي افترض أن المؤسسات الحالية يمكن أن تحل المشاكل التي عززتها. تقلل الهياكل المؤسسية والمادية الحالية- وفقًا للتنمية الإيجابية- من الخيارات المستقبلية وبالتالي فهي نهائية. كانت الفرضية هي أنه من خلال تحويل الأنظمة السلبية إلى أنظمة إيجابية، فإن التخطيط المستدام حقًا وأطر القرار والتصميم سوف تتحقق. كان الافتراض أنه يمكن تحقيق التخطيط المستدام وأطر القرار والتصميم فعليًا، من خلال تحويل الأنظمة السلبية إلى أنظمة إيجابية.

### تمييز القرار والتصميم
يعتبر التمييز بين اتخاذ القرار والتصميم أمرًا أساسيًا في التنمية الإيجابية. تقسم عمليات/أدوات صنع القرار وتقارن وتختار. يستخدمون تفكيرًا محدودًا أو تفكيرًا «بنظام مغلق» والذي يستبعد الاعتبارات التي يصعب تحديدها كميًا. تعمل طرق اتخاذ القرار بشكل أساسي على تبسيط المشكلات والخيارات لتسهيل العثور على أفضل مسار من الموقف الحالي أو المستقبل المنشود.
تفترض عملية التحليل الرجعي وتخطيط السيناريو- وهي أدوات قوية- أنه يمكن التنبؤ بالمستقبل واختياره. تحدد مثل هذه الأساليب الآن كيف يجب أن يعيش المواطنون في المستقبل. كما أنها تقلل الخيارات المستقبلية من خلال تضييق الموارد والقدرة على التكيف والمساحة والتنوع البيولوجي بمرور الوقت. تتطلب الاستدامة إعادة التفكير في أدوات صنع القرار والتصميم من المبادئ الأولى.

### اتخاذ القرار (خفض التكاليف)
تجادل التنمية الإيجابية بأن الحد من القاعدة البيئية والممتلكات مستمر، بسبب تقسيم أهداف الاستدامة الجديدة إلى نماذج النظام المغلق القديم (المعادي للبيئة) وأساليب ومقاييس النموذج السائد. بالنظر إلى الاستهلاك البشري المضطرد، فإن الافتقار السكاني والتجدد الطبيعي العالمي لن يوازنا إجمالي التدفقات السلبية للموارد والتأثيرات البيئية. تؤكد التنمية الإيجابية على أن نماذج النظام المغلق خلقت قرارًا وأطر قياس صفرية ومأسستهم مثل تحليلات التكلفة والفوائد/المخاطر والمزايا.
كما تحدد وتعكس أكثر من مائة تحيز منهجي في أطر الحوكمة والتخطيط والقرار والتصميم، عن طريق تحويلها إلى نظام مفتوح وأطر قائمة على التصميم لتسهيل التخطيط والتصميم الإيكولوجي.

### التصميم (مضاعفة الفوائد)
يمكن للتصميم المنطقي البيئي (الإنشاء) أن يضاعف الوظائف والمنافع العامة بشكل متآزر، في الوقت الذي يميل فيه المنطق الداخلي لأطر القرار (الاختيار) إلى تقليص النظم البيئية والإنتاجية البيئية للأرض. يتضمن التصميم الإيجابي البيئي تفكيرًا بنظم مفتوحة (أي بحدود شفافة/يمكن النفاذ إليها).
تقوم أدوات تقييم البناء كمثال، على حدود أو عتبات، ولا تفكر في صافي المكاسب العامة. تعتمد قوالب تصميم المباني الخضراء وأدوات التقييم على القرار، وقد يكون ذلك بسبب الغلبة التاريخية المتأصلة في اتخاذ القرار العقلاني على التصميم. تشجع- كونها اختزالية، المفاضلات بين التكاليف والفوائد أو الطبيعة والمجتمع في التنمية المادية، وتميل بالتالي إلى تقليل القدرة على التكيف والتنوع وإمكانية العكس.

## الحوكمة
تعمل أنظمة القرار في الحوكمة (أي التشريعية والتنفيذية والقضائية) على حل النزاعات، من خلال تخصيص الحقوق والموارد، وليس عن طريق زيادة القاعدة البيئية و/أو الملكية العامة، وتقترح التنمية الإيجابية أطرًا مختلفة للحوكمة البيئية. يشمل ذلك دستورًا معدلًا مع مجال قرار جديد للتعامل مع الأبعاد الأخلاقية الفريدة للتطوير والتخطيط والتصميم الفيزيائي الحيوي. تقترح التنمية الإيجابية- نظرًا للعوائق السياسية الواقعية التي تحول دون التغيير-  استراتيجيات افتراضية لتمكين الإصلاح التدريجي من خلال تغيير المؤسسات من الداخل.
تؤكد التنمية الإيجابية على إمكانية تجنب الفجوات في أنظمة الحوكمة والتخطيط الجديدة ببساطة، عن طريق عكس كل اتفاقية نهائية بيئيًا إلى اتفاقيات إيجابية بيئية.

## التخطيط
يعدّ الوضع الذكي (سمارت مود) اختصارًا لتخطيط الأنظمة وتفكير إعادة التصميم، عملية تخطيط في التنمية الإيجابية، وتتضمن عشرين تحليلًا للفجوة البيئية، لتسليط الضوء على قضايا الاستدامة التي لا تُقيّم أبدًا في التخطيط أو التصميم. بعضها عبارة عن «تحليلات تدفقات» قضائية، تحدد أوجه القصور الاجتماعية والبيئية (المحلية/الإقليمية) التي يمكن للتطورات تحسينها عن طريق التصميم. يمكن إجراؤها علميًا باستخدام أدوات التخطيط الرقمية متعددة الأبعاد الناشئة، بطريقة أكثر واقعية من قبل فرق التصميم، أو على نحو ذاتي في المجتمع المحلي (المعروف أيضًا باسم النحل العامل) من أجل تنفيذ معايير التخطيط وملخصات التصميم.
يستطيع المخططون قبل التمكن من إجراء هذه التحليلات بشكل روتيني، أن يعملوا بأنشطة التفكير التصميمي وإرشاداته و/أو معاييره.